# Kilogram
Kilogram, oznaczenie kg – jednostka masy, w Międzynarodowym Układzie Jednostek Miar (SI) jest jednostką podstawową.
W Międzynarodowym Układzie Miar jest to jedyna jednostka podstawowa posiadająca przedrostek (kilo).

## Definicja

Zależności między podstawowymi jednostkami układu SI

Od 2019 obowiązuje następująca definicja kilograma:
Kilogram, oznaczenie kg, to jednostka masy w SI. Jest ona zdefiniowana poprzez przyjęcie ustalonej wartości liczbowej stałej Plancka h, wynoszącej 6,62607015⋅10−34, wyrażonej w jednostce J·s, która jest równa kg⋅m2⋅s−1, przy czym metr i sekunda zdefiniowane są za pomocą c i ∆νCs.
Wartość dokładna zapisana w notacji wykładniczej oraz jej przybliżenie:
kg = 3 668 388 484 640 072 · 2 486 164 202 903 619-1 · 1040 · h · ∆νCs·c-2
≈ 1.475 521 399 735 270 916 · 1040 · h · ∆νCs · c-2
| Szczegóły |
| --- |
| Uwzględniając wartości {\displaystyle {\begin{aligned}\Delta v_{Cs}=9192631770\cdot [Hz=1/s]\qquad &\rightarrow \qquad s=9192631770\cdot {\frac {1}{\Delta v_{Cs}}}\\c=299792458\cdot m/s\qquad &\rightarrow \qquad m={\frac {1}{299792458}}\cdot c\cdot s\\h=6{,}62607015\cdot 10^{-34}\cdot J\cdot Hz^{-1}=662607015\cdot 10^{-42}{\frac {kg\cdot m^{2}}{s}}\qquad &\rightarrow \qquad kg={\frac {1}{662607015}}\cdot 10^{42}{\frac {h\cdot s}{m^{2}}}\end{aligned}}} Podstawiając do powyższego równania na kg, najpierw m, a następnie s (wyrażone w jednostkach odpowiednio {\displaystyle c} oraz {\displaystyle \Delta v_{Cs}}) otrzymujemy: {\displaystyle kg={\frac {1}{662607015}}\cdot 10^{42}{\frac {h\cdot s}{m^{2}}}={\frac {299792458^{2}}{662607015}}\cdot 10^{42}{\frac {h}{c^{2}\cdot s}}={\frac {299792458^{2}}{662607015\cdot 9192631770}}\cdot 10^{42}\cdot {\frac {h\cdot \Delta v_{Cs}}{c^{2}}}} {\displaystyle ={\frac {2^{2}\cdot 7^{2}\cdot 73^{2}\cdot 293339^{2}}{(3\cdot 5\cdot 7\cdot 6310543)\cdot (2\cdot 3^{2}\cdot 5\cdot 7^{2}\cdot 47\cdot 44351)}}\cdot 2^{2}\cdot 5^{2}\cdot 10^{40}\cdot {\frac {h\cdot \Delta v_{Cs}}{c^{2}}}={\frac {2^{3}\cdot 73^{2}\cdot 293339^{2}}{3^{3}\cdot 7\cdot 47\cdot 44351\cdot 6310543}}\cdot 10^{40}\cdot {\frac {h\cdot \Delta v_{Cs}}{c^{2}}}} {\displaystyle ={\frac {3\ 668\ 388\ 484\ 640\ 072}{2\ 486\ 164\ 202\ 903\ 619}}\cdot 10^{40}\cdot {\frac {h\cdot \Delta v_{Cs}}{c^{2}}}} |

## Historyczny wzorzec kilograma

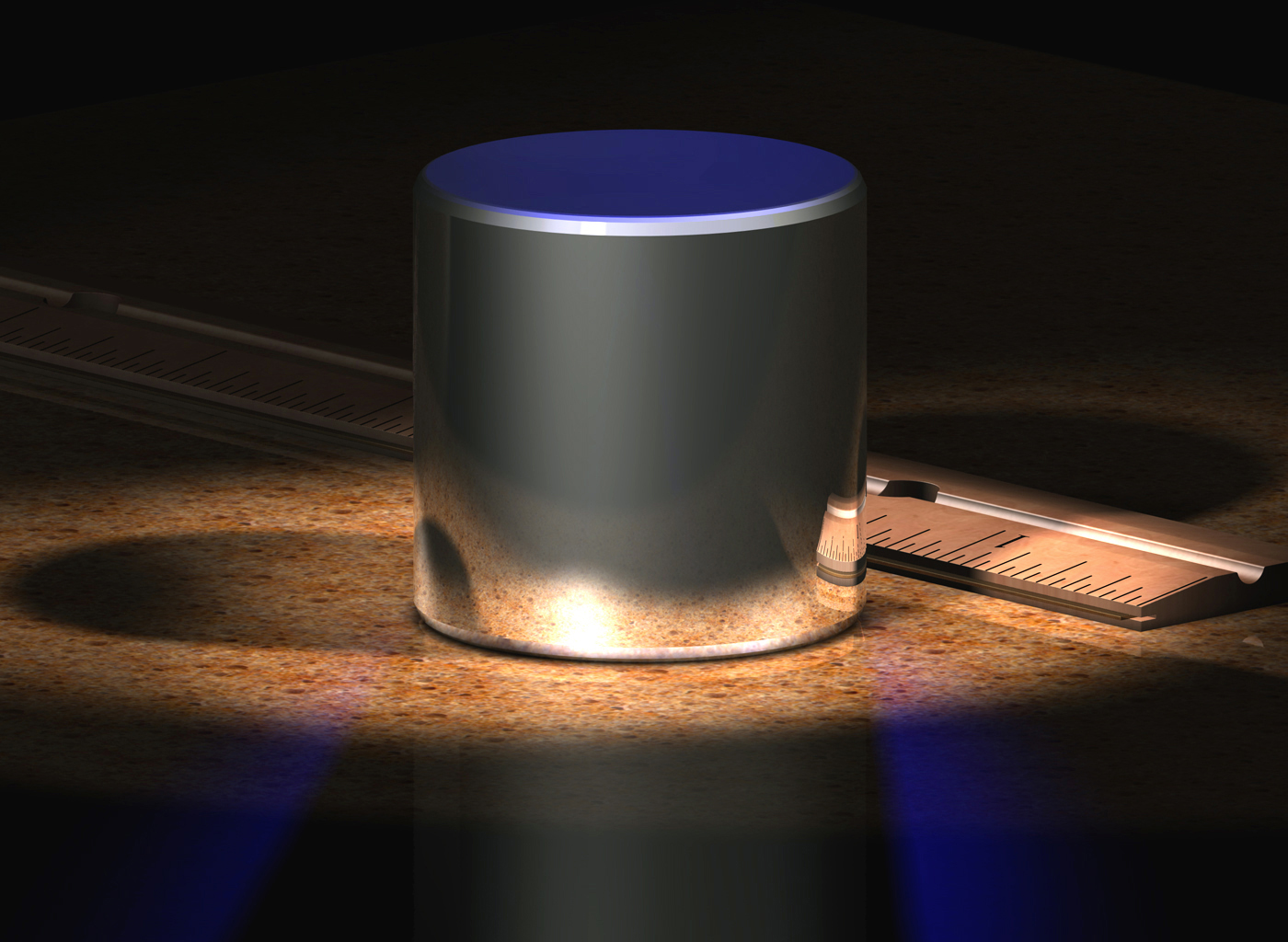
Wzorzec kilograma do 2019

Wzorzec kilograma został usankcjonowany uchwałą I Generalnej Konferencji Miar (Conférence Générale des Poids et Mesures, CGPM) we wrześniu 1889 roku. Wzorcem kilograma do 2019 roku był walec o wysokości i średnicy podstawy 39 mm wykonany ze stopu platyny (90%) z irydem (10%). Przechowywany jest w sejfie Międzynarodowego Biura Miar i Wag w Sèvres koło Paryża, ma on kilka oficjalnych kopii (w samym Sèvres jest ich sześć). Ponadto wiele krajów posiada swoje narodowe kopie. Polski wzorzec został zakupiony w 1951 roku i otrzymał numer 51. Główny wzorzec kilograma zamknięty jest w sejfie. Aby go otworzyć potrzeba trzech kluczy: jeden znajduje się w Międzynarodowym Biurze Miar i Wag w Sèvres, drugi w Międzynarodowym Komitecie Miar i Wag, a trzeci we Francuskim Archiwum Państwowym. Od 1889 roku wzorzec wyjmowany był trzykrotnie: w roku 1939, 1946 i 1989.
Dawniej za wzorzec był przyjmowany jeden litr wody o temperaturze czterech stopni Celsjusza przy ciśnieniu normalnym. W 1901 r. z kolei 3. Generalna Konferencja Miar zmieniła definicję litra na „objętość jaką zajmuje 1 kilogram wody destylowanej w temperaturze 3,98 °C przy ciśnieniu 1 atm = 760 mm Hg (1013,25 hPa)”. Zależności między litrem a kilogramem usunięto w 1964 r., na 12. Generalnej Konferencji Miar.
16 listopada 2018 roku 26 Generalna Konferencja Miar ustaliła, że od 2019 wzorzec kilograma jest oparty na stałej Plancka, zdefiniowanej jako 6,62607015⋅10−34 kg⋅m2⋅s−1.

## Kilogram a miara siły
Kilogram [kg] jest jednostką tylko masy i nie należy go mylić z kilogramem-siłą [kgf], dawniej [kG] – jednostką siły.

## Gram
Słowo gram jest zasadniczym rdzeniem, do którego są dodawane przedrostki układu SI. Powód posiadania przedrostka przez główną jednostkę masy jest historyczny. Pierwotnie dziesiętny układ jednostek zarządzony przez Ludwika XVI przewidywał nazwę graw dla kilograma. Przed wprowadzeniem przedrostków gram był alternatywną nazwą dla tysięcznej grawa (mgv), a tona dla 1000 grawów (kgv). System metryczny nie wszedł do użycia aż do rewolucji francuskiej. W tym czasie nazwa "graw" stała się politycznie niepoprawna, ponieważ w wymowie była bardzo podobna do francuskiego określenia grave (niem. tytuł szlachecki Graf "hrabia"), a wszelkie tytuły szlacheckie były niezgodne z wyznawanym przez rewolucjonistów egalitaryzmem wyrażającym się w jednym z haseł rewolucji – „égalité”. Gram jest także podstawową jednostką układu CGS, który nie jest już szeroko stosowany.

## Jednostki wtórne
| Nazwa           | Oznaczenie | w [g] | w [kg] |
| --------------- | ---------- | ----- | ------ |
| joktogram       | yg         | 10−24 | 10−27  |
| zeptogram       | zg         | 10−21 | 10−24  |
| attogram        | ag         | 10−18 | 10−21  |
| femtogram       | fg         | 10−15 | 10−18  |
| pikogram        | pg         | 10−12 | 10−15  |
| nanogram        | ng         | 10−9  | 10−12  |
| mikrogram       | µg         | 10−6  | 10−9   |
| miligram        | mg         | 10−3  | 10−6   |
| centygram       | cg         | 10−2  | 10−5   |
| decygram        | dg         | 10−1  | 10−4   |
| gram            | g          | 1     | 10−3   |
| dekagram        | dag        | 101   | 10−2   |
| hektogram       | hg         | 102   | 10−1   |
| kilogram        | kg         | 103   | 1      |
| megagram (tona) | Mg         | 106   | 103    |
| gigagram        | Gg         | 109   | 106    |
| teragram        | Tg         | 1012  | 109    |
| petagram        | Pg         | 1015  | 1012   |
| eksagram        | Eg         | 1018  | 1015   |
| zettagram       | Zg         | 1021  | 1018   |
| jottagram       | Yg         | 1024  | 1021   |